# Ærøskøbing
Ærøskøbing is een plaats en voormalige gemeente in de Deense regio Zuid-Denemarken, gemeente Ærø. De plaats telt 942 inwoners (2020).

## Voormalige gemeente
De oppervlakte van de gemeente bedroeg 73,7 km². De gemeente telde in 2005 3731 inwoners waarvan 1848 mannen en 1883 vrouwen en telde in juni 2005 91 werklozen. Op 1 januari 2007 zijn Ærøskøbing en Marstal in de nieuwe gemeente Ærø opgegaan.
- Gemeinsame Normdatei: 4300756-9
- Library of Congress Control Number: n80055517
- Nationale Bibliotheek van Tsjechië: ge1254169
- Nationale Bibliotheek van Israël: 987007548057905171
- Virtual International Authority File: 126540586
- WorldCat: E39PBJfCwt6gqxrMwKR3XptdwC